# Pavel Bojar
Pavel Bojar (* 18. Mai 1919 in Strakonice; † 16. November 1999 in Prag) war ein tschechischer Schriftsteller und Übersetzer.

## Leben
Pavel Bojar wurde 1919 in Strakonitz als Sohn einer kinderreichen Arbeiterfamilie geboren. Unter vielen Opfern und Entbehrungen besuchte er das Gymnasium und begann an der Philosophischen Fakultät der Universität Prag zu studieren. Die faschistische Okkupation unterbrach sein Studium: Bojar wurde 1939 bei einer terroristischen Aktion als tschechischer Student verhaftet und in das Konzentrationslager Oranienburg gebracht.

## Werk
Nach seiner Heimkehr versuchte er sich an der Gestaltung zweier Gedichtbände, die den Krieg und die Okkupation beschrieben und noch mit übertriebenem Deutungswillen und übertriebener Symbolik belastet waren. Nachdem er 1945 zwei weitere Gedichtsammlungen ähnlichen Charakters herausgegeben hatte, befreite er sich von der Eigenart der falschen „Okkupationslyrik“ und schrieb den Roman „Dämmerblaue Jahre“. 1951 veröffentlichte Pavel Bojar zwei neue Gedichtbände mit fortschrittlichen Themen und den ersten Teil einer Romantrilogie, die die Wandlung des tschechischen Dorfes in den Jahren 1945 bis 1952 behandeln.
In dem Roman Dämmerblaue Jahre zeichnet Bojar aufgrund eigener Kindheitserinnerungen ein eindrucksvolles realistisches Bild von der Jugend eines Arbeiterjungen, der aus der Sorglosigkeit der „dämmerblauen Jahre“ allmählich in die Gesellschaft der Schaffenden hineinwächst und in der Zeit zwischen den beiden Weltkriegen aus einem nur erlebenden und leidenden zu einem tätigen und kämpfenden Mitglied der Gesellschaft wird.

## Publikationen
- "Dämmerblaue Jahre", Verlag der Nation Berlin – Roman für alle, Band 15. Deutsch von Jana Nonaková.